# Дориа, Джованни Стефано
Джованни Стефано Дориа (итал. Giovanni Stefano Doria; Генуя, 1578 — Генуя, 1643) — дож Генуэзской республики.

## Биография
Родился в Генуе около 1578 года, данных о его биографии до избрания дожем почти не сохранилось. Он избирался в Сенат Республики, служил прокурором, а также был членом посольства к папскому двору Григория XV вместе с Оттавио Саули, Джованни Франческо Бриньоле Сале (будущим дожем) и Агостино Паллавичини (также будущим дожем).
Любитель поэзии и литературы, оставил несколько поэтических сочинений, считался одним из самых богатых людей республики и Италии.
Его имя упоминалось среди наиболее активных сторонников смертной казни для предполагаемых участников так называемого "заговора Джулио Чезаре Вакеро" против Генуи на решающих этапах войны 1625 года между Республикой и герцогством Савойским, несмотря на угрозы со стороны савойцев и испанцев. Среди осужденных был также Карло Сальваджо, сын его сестры.

### Правление
5 июля 1633 года Большой совет избрал Дориа дожем, 101-м в республиканской истории.
Несмотря на мирные переговоры с герцогством Савойским - и, следовательно, с Испанией, - начатые по инициативе его предшественника, Дориа предпочел посвятить свое правление установлению новых экономико-финансовых связей с Францией, в частности, с премьер-министром и кардиналом Ришельё.
По истечении срока полномочий 5 июля 1635 года он продолжал служить государству на различных официальных постах. Умер в Генуе в 1643 году, его тело было похоронено ныне не существующей церкви Сан-Доменико.
Был женат на Оттавии Спинола.